# Teatrul de Stat din Oradea
Teatru de Stat Oradea este clădirea ce găzduiește cele două instituții teatrale: Teatrul Regina Maria și Teatrul Szigligeti. 

## Arhitectura
Sala este dispusă pe 3 niveluri, oferind inițial până la 1.000 de locuri, din care 578 pe scaune. Intrarea, foarte impresionantă, este încadrată de statuile zeiței Comediei, respectiv a Tragediei. Aspectul exterior îmbină armonios stilul neoclasic, dominant în ansamblul fațadei, cu elemente neorenascentiste și neobaroce, în timp ce finisajele și ornamentațiile interioare se impun printr-un accentuat ton rococo.
Edificiul este structurat pe trei niveluri: sală, loji, balcon. În proiectarea sălii de spectacole s-a avut în vedere realizarea unei acustici perfecte. Este dotată și cu o fosă pentru orchestră. Aceste caracteristici transformă locația într-un spațiu ideal pentru montarea spectacolelor de teatru, a celor de operă și a concertelor. Sala are în prezent o capacitate totală de 670 de locuri.

## Istoric
Clădirea teatrului, denumit pe atunci Teatrul Orășenesc din Oradea, a fost construit în perioada 21 iulie 1899 – 1 octombrie 1900 de către arhitectul Kálmán Rimanóczy ca urmare a unei tradiții teatrale orădene datând din 1730. 
Proiectul a fost întocmit de renumita firmă de arhitecți Fellner și Helmer din Viena, iar realizarea lui, care a durat doar 15 luni, din 10 iulie 1899 până în 15 octombrie 1900, s-a derulat sub asistența arhitecților orădeni Kálmán Rimanóczy, Guttmann József și Rendes Vilmos.
Primul spectacol în teatru a avut loc la 15 octombrie 1900, în limba maghiară. În 9 și 10 octombrie 1927 se inaugurează prima stagiune românească pe scena orădeană cu reprezentațiile Teatrului Național din Cluj, al cărui director era poetul și dramaturgul Victor Eftimiu.
În 29 ianuarie 1928 se constituie Asociația „Vestul Românesc” cu scopul predilect de a întemeia un teatru stabil și un cotidian românesc. Sub direcția Comitetului Central al Asociației pe 18 septembrie 1928 ia ființă Teatrul Asociației Vestul Românesc, primul teatru românesc stabil din Oradea.
Stagiunea se deschide în 13 octombrie 1928, cu piesa Fântâna Blanduziei de Vasile Alecsandri, în rolul principal evoluând Zaharia Bârsan. Pe scena orădeană s-au jucat piese scrise de renumiți scriitori români ca Mihail Sorbul, I. L. Caragiale, Lucreția Petrescu, Octavian Goga, dar și din repertoriul universal. Teatrul Național din Cluj și Teatrul Național din București, susțineau turnee cu trupe de actori care încântau publicul local. Totodată, Teatrul Asociației Vestul Românesc își reprezenta spectacolele în deplasările realizate la Beiuș, Arad, Satu Mare, Baia Mare, Carei, încercând astfel să dețină un rol artistic determinant, ce acoperea întreaga zonă vestică a țării.
Din 1931, când Asociația Vestul Românesc își încheie sarcina dificilă de a patrona Teatrul de Vest, și până după 1940, Oradea nu a mai deținut un teatru românesc stabil, primind însă în mod constant turneele teatrelor din București și Cluj.
După Diktatul de la Viena din 30 august 1940, în urma căruia nordul Transilvaniei este cedat Regatului Ungariei, pe scena teatrului orădean nu s-a mai reprezentat nimic în limba română. Abia după eliberare, în 1944, un grup muncitoresc înființează asociația Prietenii teatrului cu intenția de a recrea teatrul românesc orădean sub vechea denumire Teatrul de Vest. Ministerul Artelor susține eforturile Asociației, iar în 19 decembrie 1945, actorii angajați, în frunte cu artistului Ștefan Iordănescu, viitorul director, sosesc în Oradea. Inaugurarea noii stagiuni va avea loc în seara zilei de 4 ianuarie 1946, când se va pune în scenă melodrama, celebră în epocă, a celor doi autori D’Ennery și Cormon, Cerșetori în haine negre.
Deși pe data de 1 aprilie 1946, teatrul din Oradea este etatizat, alături de teatrele din Timișoara, Brașov și Galați, el va funcționa în continuare ca un teatru privat, fiind într-adevăr privat de fondurile guvernamentale pe care le merita potrivit noului statut. Din lipsa subvențiilor și a unui public interesat, Teatrul de Vest va activa doar două stagiuni, după care se va muta la Arad (1948). Timp de șapte ani, Oradea rămâne din nou fără teatru profesionist în limba română.
La începutul anului 1954, actorii Grigore Schițcu, C. Simionescu, Gore Teodorescu și Maria Vasilescu sunt invitați la Secția Culturală a Sfatului Popular Regional, pentru a forma o comisie de formare a secției române de teatru, sub conducerea lui Andrei Dauer. Astfel, după un curs sinuos și nestatornic, în vara anului 1955 ia ființă Teatrul de Stat Oradea, care funcționează de atunci cu două secții, română (Trupa Iosif Vulcan) și maghiară (Szigligeti Társulat), până în 2012, când se modifică structura Teatrului orădean. Astfel, Trupa Iosif Vulcan, Trupa Arcadia (fostul Teatru de Păpuși și Tineret) și Ansamblul Artistic Profesionist Crișana alcătuiesc Teatrul Regina Maria, până ce Trupa Szigligeti, Trupa Lilliput și Ansamblul Nagyvárad compun Teatrul Szigligeti.
Prima piesă jucată pe 26 noiembrie 1955 sub auspiciile noului teatru a fost O scrisoare pierdută de I. L. Caragiale. Ea s-a dovedit și din punctul de vedere al alegerii și din cel al montării o reușită. Publicul a salutat cu o deosebită încântare premiera care inaugura o nouă etapă, de data aceasta mai fermă, a teatrului românesc orădean.
Cu sprijinul Inspectoratului de Cultură și a revistei Familia conducerea teatrului ia fericita decizie de a intra în circuitul național cu un festival de teatru scurt. În perioada 23-29 noiembrie 1976 are loc prima ediție. Intitulat Săptămâna teatrului scurt, festivalul își propunea chiar din ediția inaugurală să definească și să delimiteze acest gen teatral, reușind totodată să adune spectacole remarcabile și regizori consacrați din întreaga țară. Începând cu ediția a VI-a din 1984 festivalul își sporește amploarea transformându-se într-o competiție internațională. Cu fiecare an festivalul crește în valoare, devenind pe parcursul edițiilor bienale o marcă de prestigiu în peisajul teatral național.
În 1978, pe scena teatrului orădean, are loc o premieră inedită atât din punct de vedere cultural cât și istoric. Sub regia lui Ion Olteanu este montată pentru prima dată piesa Occisio Gregorii in Moldavia Vodae tragedice expressa, primul text dramatic scris în românește, datând din 1778 și descoperit în Biblioteca Episcopiei din Oradea. Cu acest spectacol este întreprins un turneu de prezentare în capitală, unde reușește să impresioneze atât de mult încât, doi ani mai târziu, Alexandru Tocilescu va monta același text, la teatrul Bulandra.
De-a lungul anilor Teatrul Regina Maria și-a obișnuit publicul cu un repertoriu de succes, urmărind un echilibru între dramaturgia națională și universală, între clasic și modern. La ora actuală teatrul dispune, pe lângă Sala Mare, și de o Sală Studio cu o capacitate de 50 de locuri, și de Sala Arcadia (200 locuri). Aici se joacă piese scurte, se organizează spectacole lectură, recitaluri de poezie și spectacole cu caracter experimental.
Teatrul Regina Maria își face un titlu de onoare din faptul că a lansat mari regizori care au făcut, ulterior, strălucite cariere artistice, precum Victor Ioan Frunză, Alexandru Darie și Alexandru Colpacci. Totodată, Trupa „Iosif Vulcan” a avut privilegiul, în special în ultimele stagiuni, de a colabora cu nume celebre ale teatrului românesc: Alexandru Dabija, Mihai Măniuțiu, Alexander Hausvater, Petru Vutcărău, Claudiu Goga și mulți alții.
Datorită acestor colaborări fructuoase teatrul orădean a reintrat în atenția criticii de specialitate, a crescut în mod constant numărul de spectatori, a obținut două nominalizări la Gala Premiilor UNITER în 2006 și a participat la numeroase festivaluri de teatru atât din țară cât și din străinătate (Coreea de Sud, Italia, Croația, Turcia, Slovacia, Ungaria, Ucraina, Republica Moldova).
În 2012 Teatrul revine în atenția Galei UNITER, prin spectacolul de succes ”Scripcarul pe acoperiș”, care obține două nominalizări la categoria Cea mai bună scenografie (Vioara Bara) și Cea mai bună actriță în rol secundar (Ioana Dragoș Gajdo pentru rolul Golde).